# Kenya Rugby Union
Die Kenya Rugby Union (KRU; Swahili Shirikisho la Raga Kenya) ist der nationale Dachverband für Rugby Union und Siebener-Rugby in Kenia. Der im Jahr 1970 gegründete Verband hat seinen Sitz in Nairobi. Seit 1990 vertritt er Kenia beim Weltverband World Rugby und seit 1986 beim Kontinentalverband Rugby Africa.

## Aufgabe
Die Kenya Rugby Union stellt die Kenia vertretenden Nationalmannschaften, einschließlich der für die Männer, Frauen und Jugend, zusammen. Daneben organisiert der Verband das Kinder- und Jugend-Rugby in Kenia. Kinder und Jugendliche werden in Schulen an den Rugbysport herangeführt und je nach Interesse und Talent beginnt dann die Ausbildung. Wie andere Rugbynationen verfügt Kenia über eine U-20-Nationalmannschaft, die an den entsprechenden Weltmeisterschaften teilnimmt. Ebenso ist die Kenya Rugby Union verantwortlich für die kenianische Siebener-Rugby-Nationalmannschaft und da Siebener-Rugby eine olympische Sportart ist, arbeitet sie hier mit dem National Olympic Committee Kenya zusammen.
Der Verband organisiert auch den nationalen Spielbetrieb. So betreibt er den Kenya Cup mit elf Mannschaften. Spieler mit größeren Ambitionen gehören der Auswahlmannschaft Simbas an, die am südafrikanischen Wettbewerb Currie Cup teilnimmt und ihre Heimspiele zu diesem Zweck in Kapstadt austrägt. Ein Großteil der Spieler, die für die Nationalmannschaft antritt, gehört entweder dieser Auswahl an oder spielt für andere südafrikanische Teams. Weitere Spieler stehen bei europäischen Vereinen unter Vertrag.

## Geschichte
Die ursprüngliche Rugby Football Union of Kenia (RFUK) wurde im August 1921 gegründet und 1923 erfolgte die Gründung der ersten Rugbyvereine in Nairobi Nondescripts RFC und Harlequin RFC. Im Jahr 1953 traten die Verbände von Tanganjika und Uganda der RFUK bei, wodurch die Rugby Football Union of East Africa (RFUEA) entstand, die die Kolonie Britisch-Ostafrika vertrat. 1956 löste sich die RFUK auf, da die meisten Regionalverbände bereits Mitglied der RFUEA waren. 1970 erfolgte die Gründung der Kenya Rugby Union in Nairobi und 1990 wurde sie Vollmitglied des International Rugby Football Board (IRFB, heute World Rugby). Die Kenya Rugby Union ist außerdem Gründungsmitglied der Confédération Africaine de Rugby (Confederation of African Rugby, heute Rugby Africa), die 1986 in Tunis von acht afrikanischen Verbänden gegründet wurde.
2016 unterzeichnete die Kenya Rugby Union einen Sponsorenvertrag mit dem Wettbüro Sportpesa im Wert von 607 Millionen Kenia-Schilling, womit es der lukrativste Sponsorenvertrag in der Geschichte des kenianischen Rugby ist, und nicht nur den Siebener- und Rugby-Union-Nationalmannschaften zugutekommen wird, sondern auch den Frauen- und Jugendmannschaften. Im September desselben Jahres bat die Kenya Rugby Union um Teilnahme am südafrikanischen Currie Cup.

## Logo
Das Logo der Kenya Rugby Union zeigt einen schreitenden Löwen, dem Wappentier Kenias, und den Schriftzug KENYA RUGBY. Der Spitzname der Nationalmannschaft lautet dementsprechend Simbas („die Löwen“).